# جون بيلوشي
جون ادم بيلوشي (24 يناير 1949 - 5 مارس 1982) - مغني وممثل كوميدي أمريكي. من أشهر أعماله البرنامج الأسبوعي الكوميدي الشهير «البث المباشر ليلة السبت» والفيلم الكوميدي «بيت الحيوانات» وهو الأخ الأكبر للممثل الكوميدي «جيمس بيلوشي».

## بداية حياته
ولد في مدينة شيكاغو من ولاية إلينوي الأمريكية لـ «آغنس بيلوشي» التي تعمل كأمينة صندوق و «آدم بيلوشي» عامل مطعم، كما ان كلا والديه من المهاجرين الألبان من الجيل الأول وجون يعد من الجيل الثاني بحسب فترة وصول ذويه إلى الولايات المتحدة، اكمل دراسة الثانوية وبعدها الجامعة والتقى «جودي جاكلين» في مرحلة الثانوية والتي تزوجها وعاشا سويا حتى وفاته في عام 1982.

## وفاته
توفي جون بيلوشي في يوم 5 مارس 1982 إثر جرعة مخدرات زائدة من الهيروين والكوكايين في إحدى فنادق ولاية كاليفورنيا، أغلقت القضية بوفاة نتيجة جرعة زائدة ولكن بعد شهرين من الحادثة ظهرت إحدى صديقات ومعارف جون بيلوشي تدعى كاثرين سميث وهي مغنية روك ومستشارة قانونية وتاجرة مخدرات في لقاء قالت فيه:«أنا من قتل جون بيلوشي بعد أن ناولته جرعات من الكوكايين والهيروين ولم أكن متعمدة، لكنني مسؤولة عن ذلك!» وسرعان ما وجهت إليها تهمة القتل العمد. وبعد التحقيق خففت التهمة إلى القتل غير العمد وحكمت المحكمة بحقها بالسجن لمدة خمسة عشر شهرا.

## مرجع
- جون بيلوشي من الموسوعة الإنجليزية

## وصلات خارجية
- جون بيلوشي على موقع IMDb (الإنجليزية)
- جون بيلوشي على موقع روتن توميتوز (الإنجليزية)
- جون بيلوشي على موقع ألو سيني (الفرنسية)
- جون بيلوشي على موقع ميوزك برينز (الإنجليزية)
- جون بيلوشي على موقع تيرنر كلاسيك موفيز (الإنجليزية)
- جون بيلوشي على موقع أول موفي (الإنجليزية)
- جون بيلوشي على موقع قاعدة بيانات الأفلام السويدية (السويدية)
- جون بيلوشي على موقع إن إن دي بي (الإنجليزية)
- جون بيلوشي على موقع أول ميوزيك (الإنجليزية)
- جون بيلوشي على موقع ديسكوغز (الإنجليزية)